# Yūto Kide
Yūto Kide (japanisch 木出 雄斗 Kide Yūto; * 13. Februar 1999 in der Präfektur Mie) ist ein japanischer Fußballspieler.

## Karriere
Yūto Kide erlernte das Fußballspielen in den Schulmannschaften der Nishigaoka Secundary School und der Seiryo High School, in der Jugendmannschaft vom Tsu FC W1 sowie in der Universitätsmannschaft der Osaka University of Health and Sport Sciences. Seinen ersten Profivertrag unterschrieb er am 1. Februar 2021 beim Kagoshima United FC. Der Verein aus Kagoshima, einer Stadt an der Südwestspitze der Insel Kyūshū, spielte in der dritten japanischen Liga. Sein Profidebüt gab Yūto Kide am 30. Mai 2021 (9. Spieltag) im Auswärtsspiel gegen den AC Nagano Parceiro. Hier stand er in der Startelf und spielte die kompletten 90 Minuten. Kagoshima gewann das Spiel 2:1.